# Le Magny (Vosgi)
Le Magny è un comune francese soppresso e località del dipartimento dei Vosgi nella regione del Grand Est.
Il comune, trovandosi con una popolazione ridotta a poche decine di unità da uno spopolamento continuo e costante, si è fuso il 1º luglio 2013 con il vicino comune di Fontenoy-le-Château.

## Società

### Evoluzione demografica
Abitanti censiti